# Ле Казе II (Ливорно)
Ле Казе II је насеље у Италији у округу Ливорно, региону Тоскана.
Према процени из 2011. у насељу је живело 62 становника. Насеље се налази на надморској висини од 139 м.